# Dix Petits Nègres (film, 1974)
Pour les articles homonymes, voir Dix Petits Nègres (homonymie).
Pour plus de détails, voir Fiche technique et Distribution.
Dix Petits Nègres (Ein Unbekannter rechnet ab) est un film franco-britannico-italo-germano-espagnol de Peter Collinson, réalisé en 1974.
C'est la troisième adaptation au cinéma du roman Dix Petits Nègres d'Agatha Christie et la première en couleur.
Dix personnes d'horizons divers sont réunies dans une immense demeure située dans une zone désertique, à l'invitation d'un certain Monsieur O'Nyme , hôte mystérieux et invisible. Le premier soir, après le dîner, alors que les invités sont réunis dans le salon, une voix se fait entendre, accusant chacun d'entre eux d'un meurtre demeuré impuni et qu'elle jure de venger. C'est alors que Michel Raven, après avoir passablement bu du whisky, s'écroule. On le croit ivre-mort, mais il a cessé de vivre, et on découvre qu'il a été empoisonné. Ce ne sera que le premier d'une longue liste. O'Nyme se trouve-t-il parmi les convives restants ?

## Synopsis
Un groupe de dix personnes, étrangères les unes aux autres,sont invitées dans un hôtel situé dans le désert iranien,prés des ruines de Persepolis, à 321 kilomètres de toute civilisation. Les invités découvrent rapidement que leur hôte Mr O'Nyme est mystérieusement absent. Pendant le dîner, ils remarquent plusieurs petites figurines représentant dix petits indiens comme les protagonistes du poème représenté dans leurs suites. Ils écoutent une cassette dans laquelle leur hôte les accuse d'avoir commis des meurtres ou d'être responsable de la mort d'autres personnes et d'être passés entre les mailles de la justice.
Un par un les invités commencent a mourir. Le premier est le chanteur Michel Raven dont le verre d'alcool a été empoisonné. Pendant la nuit, la femme de ménage/cuisinière Elsa Martino, se lance dans une course folle pour s'enfuir a travers les ruines, seulement pour être retrouvée morte, étranglée à un pilier, ce que l'invité Hugh Lombard reconnaît comme une méthode d'exécution Perse. Une fouille de l'hôtel est initiée par l'un des invités, le général Salve, qui divise les six autres en groupes de deux. Peu après que tout le monde se soit séparé, le général Salve est poignardé a mort dans la cave de l'hôtel. La fouille révèle qu'il n'y a personne dans l'hôtel en dehors d'eux sept et que A.N O'Nyme (anonyme) doit être parmi eux.
Le lendemain matin, le mari d'Elsa, le majordome Martino, tente de s'enfuir par le désert et meurt de déshydratation après que son kit de survie ait été saboté. L'invitée Ilona Morgan avoue son passé tragique et qu'elle est responsable du suicide de son mari. Plus tard elle est retrouvée morte, mordue par un serpent venimeux. L'électricité est coupé plongeant les cinq rescapés dans le noir. L'un des invités, le juge Cannon convainc les autres d'avouer les crimes dont ils ont été accusés. Quand c'est au tour de l'invitée Vera Clyde, elle décide d'aller chercher son manteau dans sa chambre. Elle hurle et les autres courent la trouver. Dans la confusion le juge Cannon est abattu d'une balle dans la tête.
Parce que Vera refuse d'avouer sa faute alors que les autres l'ont fait, un des invités, le docteur Armstrong la suspecte et l'enferme dans sa chambre.Pendant la nuit Hugh Lombard se rend dans la chambre de Vera et lui donne son pistolet. Vera avoue qu'elle n'a jamais tué qui que ce soit. En fait sa sœur a assassiné son fiancé et Vera a camouflée le meurtre pour qu'elle soit accusée a la place de sa sœur qui s'est suicidée peu après. Hugh avoue que son vrai nom est Charles Morley et que le vrai Lombard était son ami qui s'est suicidé et Charles a trouvé l'invitation destinée a Lombard dans les affaires de ce dernier et a pris sa place.
Le lendemain matin le docteur Armstrong est introuvable.Lors d'une fouille des ruines,l'invité Whilelm Blore est poussé d'une falaise et se tue.Vera et Charles sont sur que le Dr Armstrong est le tueur mais sont choqués de découvrir le cadavre d'Armstrong, mort depuis plusieurs heures, dans les ruines. Ils se rendent compte qu'ils sont les seuls invités restants. Vera tire sur Charles avec le pistolet de ce dernier.
Vera retourne à l'hôtel ou elle retrouve les meubles couvert de draps excepté une chaise avec un nœud coulant au dessus. Elle retrouve le juge Cannon très vivant. Il révèle qu'il a convaincu le Dr Armstrong de l'aider à simuler son décès et qu'il l'a tué peu après. Il avoue qu'il avait cherché la justice parfaite toute sa vie et de devenir le bourreau des assassins ayant échappé a la justice. Il essaye de la convaincre de se pendre pour lui éviter de passer sa vie en prison en tant que seul assassin possible étant la seule survivante. Le juge Cannon boit du poison et Charles apparaît vivant, parce que Vera l'a manqué. Cannon comprend que son plan a échoué, puis meurt. Finalement, Vera et Charles sont secourus par un hélicoptère pendant que quelqu'un remet la cassette en marche.

## Fiche technique
- Titre original allemand : Ein unbekannter rechnet ab
- Titre français : Dix Petits Nègres (France) ou Les assassins meurent aussi (Canada)
- Titre italien : ...e poi, non ne rimase nessuno
- Titre anglais : And Then There Were None
- Titre espagnol : Diez negritos
- Titre américain : Ten Little Indians
- Réalisation : Peter Collinson
- Scénario : Enrique Llovet et Erich Krohnke, d'après le roman Dix Petits Nègres d'Agatha Christie
- Décors : José María Tapiador
- Photographie : Fernand Arribas
- Montage : John Trumper et Gabrielle Reinecke (version allemande)
- Musique : Carlo Rustichelli et Bruno Nicolai (version internationale)
- Production : Alain Dahan et Harry Alan Towers
- Production déléguée : Alexander Grüter
- Production associée : Harry Benn, Juan Estelrich et Tíbor Reves
- Sociétés de production : C.O.M.E.I., COMECI, Coralta Cinematografica, Corona Filmproduktion, Gloria Film, Les Films Corona et Talia films
- Sociétés de distribution : Contrechamp (France)
- Pays de production :  France,  Royaume-Uni,  Italie,  Allemagne de l'Ouest et  Espagne
- Langue : anglais
- Format : couleur — 35 mm — 1,66:1 — Mono
- Genre : policier
- Durée : 92 min. (France, Allemagne), 95 min. (Belgique), 98 min. (États-Unis), 105 min. (Espagne)
- Date de sortie :
  - Italie : 1974
  - Allemagne de l'Ouest : 24 septembre 1974
  - Espagne : 27 janvier 1975
  - Royaume-Uni : 6 juin 1975
  - France : 25 août 1976 (sortie nationale) ; 28 août 1976 (Paris)

## Distribution
- Oliver Reed (VF : Marc de Georgi ; VQ : Vincent Davy) : Hugh Lombard
- Elke Sommer (VF : Perrette Pradier ; VQ : Diane Arcand) : Vera Clyde
- Richard Attenborough (VF : Georges Riquier ; VQ : Robert Rivard) : le juge Cannon

- Stephane Audran (VF : elle-même ; VQ : Monique Miller) : Ilona Morgan
- Gert Froebe (VF : Georges Aminel ; VQ : Yvon Dufour) : Wilhelm Blore
- Herbert Lom (VF : William Sabatier ; VQ : François Cartier) : le Dr Armstrong
- Maria Rohm (VF : Lily Baron ; VQ : Élizabeth Lesieur) : Elsa Martino
- Adolfo Celi (VF : Jean Martinelli ; VQ : Marcel Cabay) : le général Selby
- Alberto de Mendoza (VF : Pierre Hatet ; VQ : Ronald France) : Otto Martino
- Charles Aznavour (VF : lui-même ; VQ : Jean Besré) : Michel Raven
- Orson Welles (VF : Jean Roche ; VQ : Serge Turgeon) : U.N. Owen (voix)

## Analyse
Plus proche du genre giallo italien que de la comédie policière à l'anglaise, cette troisième adaptation du roman d'Agatha Christie tourne délibérément le dos à toute dimension satirique pour se consacrer à son atmosphère et son suspense.
Après la maison dans l'île de la version de 1945, rebaptisée Dix Petits Indiens (And Then There Were None), et le chalet perché sur la montagne, pour celle de 1965, portant le même titre (Ten Little Indians), c'est ici au tour d'un hôtel de luxe perdu en plein désert de servir de huis clos à l'intrigue.
C'est précisément à ce décor exotique peu rassurant que le film doit beaucoup de son ambiance inquiétante. Jouant fréquemment sur la sensation d'isolement créée par le paysage aride, la mise en scène met également à profit les dédales de couloirs pour mieux dérouter personnages et spectateurs. 
Si le scénario tiré du roman ne dévie guère de ses précédentes adaptations, il n'en met pas moins l'accent sur les sentiments de malaise et de paranoïa. Il convient de noter cependant que dans le film, Vera Clyde est présentée comme innocente du crime qui lui est imputé, et qu'à la fin, contrairement au roman d'Agatha Christie, elle ne se pend pas. Cette fin « heureuse », dans laquelle Vera et Lombard s’en sortent vivants, est celle de la pièce de théâtre écrite par Christie d’après son roman.

## Autour du film
- C'est Orson Welles qui, dans la version originale, prête sa voix au mystérieux personnage U.N. Owen (pseudonyme ironique proche de « unknown », qui en anglais signifie « inconnu »).
- C'est la troisième adaptation du roman d'Agatha Christie, produite par Harry Alan Towers. Les précédentes, réalisées par René Clair et George Pollock, dataient de 1947 et de 1965.
- Le film est tourné dans l'hôtel Chah Abbas, renommé depuis hôtel Abbassi, en Iran[2].
- Elke Sommer et Herbert Lom avaient déjà joué ensemble dans la deuxième comédie de la saga La Panthère rose (série de films), Quand l'inspecteur s'emmêle.